# 1475
1475 (MCDLXXV) je bilo navadno leto, ki se je po julijanskem koledarju začelo na nedeljo.

## Dogodki
- 1. januar
- V Konstantinoplu se je odprla prva kavarna, kavarna Kiva Han
- Odigrana je bila prva šahovska partija med Francescom di Castelvijem in Narciso Vinyolesom

## Rojstva
- 6. marec - Michelangelo Buonarroti, italijanski slikar († 1564)
- 6. september - Sebastiano Serlio, italijanski arhitekt († 1554)
- 13. september? - Cesare Borgia, nezakonski sin papeža Aleksandra VI. († 1507)
- 11. december - Papež Leon X. († 1521)
- 24. december - Thomas Murner, nemški satirik († 1537)

Neznan datum
- Abdel Latif, kan Kazanskega kanata († 1517)
- Gendun Gyatso - drugi Dalajlama († 1541)
- Pál Tomori, ogrski general in kaloški nadškof († 1526)
- Valerius Anshelm, švicarski kronist
- Vasco Núñez de Balboa, španski konkvistador († 1519)
- Raghunatha Širomani, indijski hindujski logik in filozof († 1550)

## Smrti
- 10. december - Paolo Uccello, italijanski slikar (* 1397)

Neznan datum
- Radu III. Čedni, vlaški knez (* 1437 ali 1439)
- Teodor Gaza, bizantinski humanist, slovničar in prevajalec (* 1400)